# Richardis van Schwerin
Richardis van Schwerin (Schwerin, circa 1347 - Stockholm, 23 april/11 juli 1377) was van 1365 tot aan haar dood koningin-gemalin van Zweden. Ze behoorde tot het huis Schwerin.

## Levensloop
Richardis was de oudste dochter van graaf Otto I van Schwerin en diens echtgenote Mathilde, dochter van heer Johan III van Werle. Door haar vader werd ze verloofd met Albrecht van Mecklenburg, die in 1364 koning van Zweden werd.
Op 12 oktober 1352 werd in Wismar het huwelijkscontract tussen Richardis en Albrecht afgesloten. Pas in 1365 vond hun bruiloft effectief plaats, toen Richardis in Zweden arriveerde. Uit het huwelijk werden twee kinderen geboren:
- Erik I (1365-1397), hertog van Mecklenburg en heer van Gotland
- Richardis Catharina (1370/1372-1400), huwde in 1388 met hertog Jan van Görlitz

Tussen april en juli 1377 stierf Richardis van Schwerin. Ze werd bijgezet in de kerk van het Zwarte Broederklooster in Stockholm.